# Mazar (mausolée)
Un mazār (en arabe:مَزَار), littéralement « lieu de visite »), ou mzar au Maghreb, désigne une construction édifiée généralement sur le lieu de sépulture d'un saint ou d'un chef religieux dans le monde arabo-musulman. On parle également de dharīh ou darīh. Les textes médiévaux parlent aussi de maqām ou de mašhad.
Le mazar peut être un lieu de pèlerinage pour demander la bénédiction et l'intercession du saint.

## Vocabulaire
On trouve différents termes liés aux lieux de visite religieuse.
- Mazār ou mzar (مَزَار) (lieu que l'on visite) est lié au mot ziyāra (زياره) qui signifie « visite » et par élargissement, « visite pieuse ». Le terme mazar désigne à la fois le lieu et le moment de la visite. Ce mot arabe a été emprunté par le persan et l'ourdou.
- Dharīh ou darīh (ضَريح) désigne à l'origine la cavité qui se trouve au milieu de la tombe, mais ce terme peut aussi signifier la tombe elle-même.
- Maqām (مَقَام) renvoie à un lieu lié à un saint. Cela peut être son lieu d'enterrement, de résidence, de prière ou d'un épisode de sa vie. Le monument construit en ce lieu en l'honneur de ce personnage devient ensuite un mazar, un lieu de visite pieuse. Le plus célèbre est sans doute le Maqâm Ibrâhîm, à la Mecque.
- Mashhad (مَشهد) signifie généralement la structure qui porte la tombe, mais aussi le lieu de la visite. Ce nom est devenu celui de la ville de Mashhad, un des principaux lieux de pèlerinage chiite en Iran.

À cette liste on peut ajouter le terme de Wali ou Weli (ولي), utilisé en Palestine et dans la littérature savante occidentale ancienne[réf. nécessaire]. Il équivaut plus ou moins au titre de saint (walîy), souvent porté par les personnages qui font l'objet de visites pieuses.

## Types de mazar
Sur le plan architectural, les mazar peuvent être de différente taille et présenter des plans variés. Ainsi, le terme de mazar renvoie généralement à des mausolées ou des sanctuaires monumentaux en Asie. Alors qu'au Maghreb, mzar ou darih peut également désigner des constructions modestes, coiffées d'une coupole pour signaler la présence du tombeau d'un marabout.

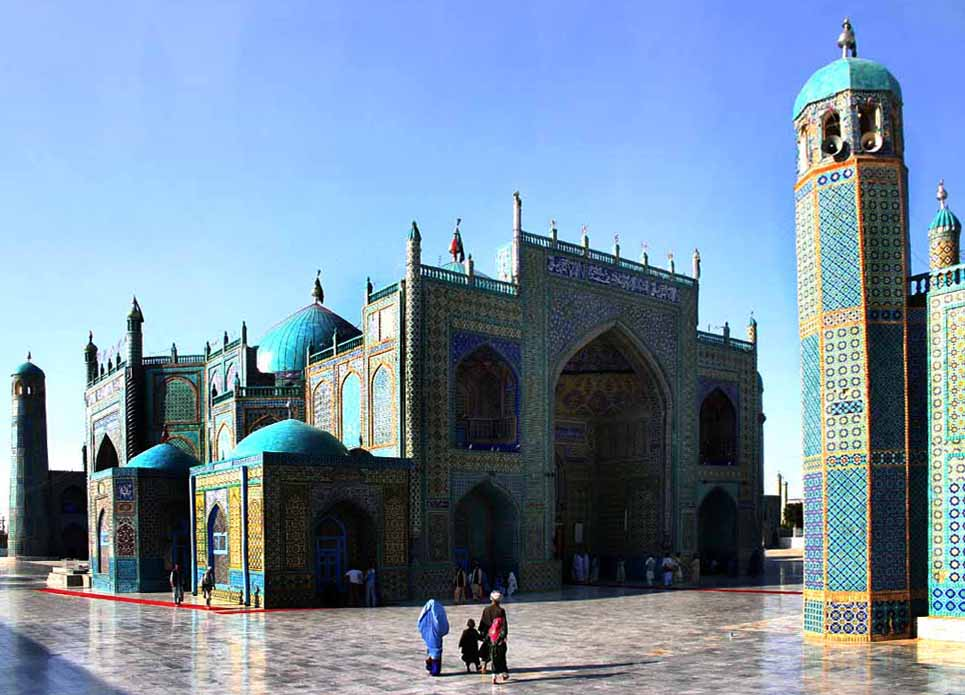
Tombeau d'Ali, à Mazar-i-Sharif.
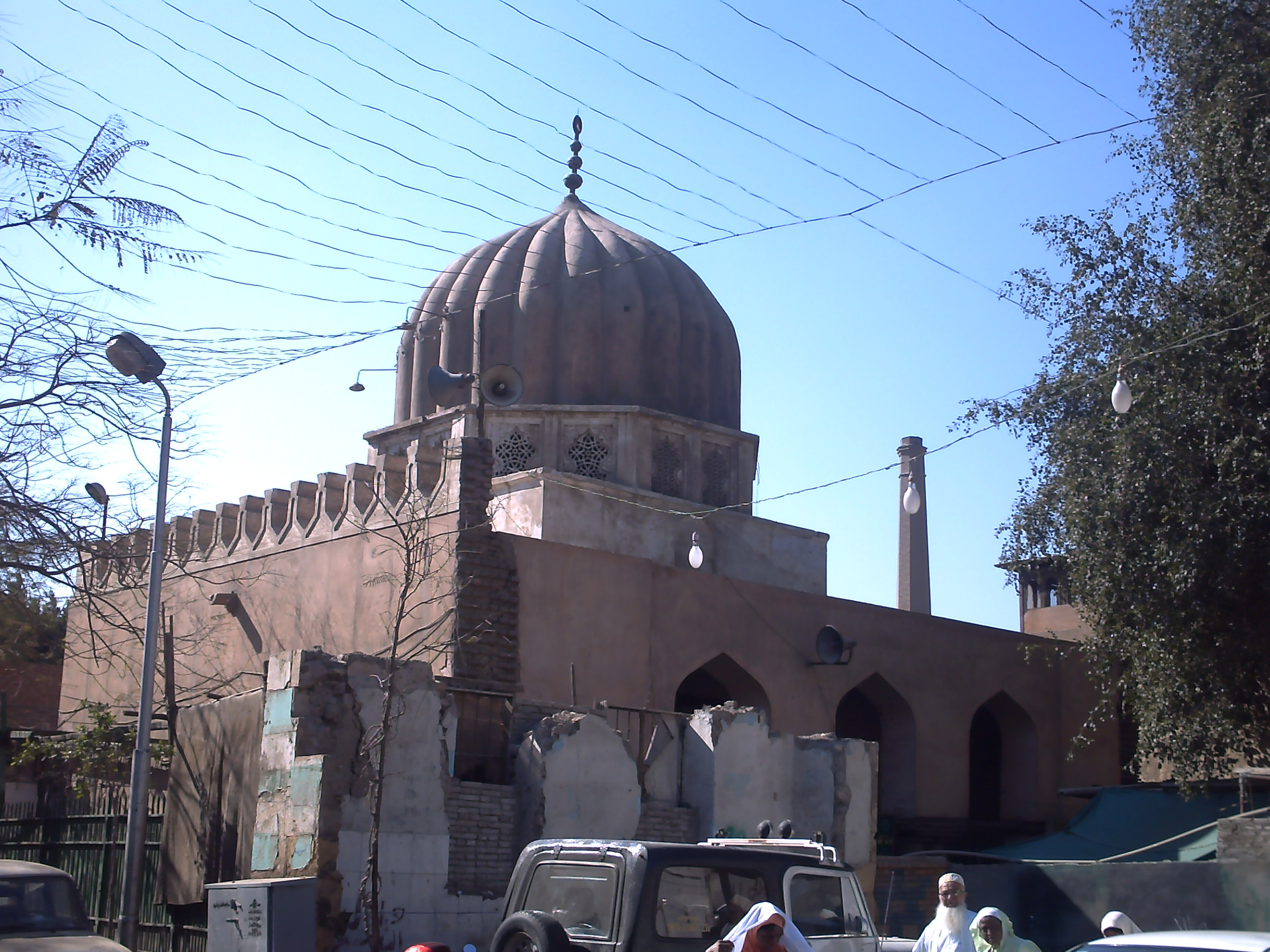
Tombeau de Sayyida Ruqayya, sainte patronne du Caire.